# Calle de Maldonado
La calle de Maldonado es una vía pública de la ciudad española de Madrid, situada en los barrios de Lista y Castellana, distrito de Salamanca.

## Descripción
La vía discurre desde la calle de Serrano hasta la de Francisco Silvela. Honra con el título al noble Francisco Maldonado (1480-1521), capitán salmantino en la guerra de las Comunidades de Castilla. Aparece descrita en Las calles de Madrid (1889) de Hilario Peñasco de la Puente y Carlos Cambronero con las siguientes palabras:

Maldonado. Tiene su entrada por la calle de Serrano y la salida al campo. Es de apertura moderna. Francisco Maldondado fué uno de los capitanes que promovieron el alzamiento de las Comunidades de Castilla en tiempo de Carlos V, y que, vencido en Villalar el 23 de Abril de 1521, con Padilla, Bravo y el obispo de Acuña, sufrió la triste suerte de sus compañeros.
(Peñasco de la Puente y Cambronero, 1889, p. 311)